# Линовица
Лино́вица (укр. Линовиця) — посёлок в Прилукском районе Черниговской области Украины, административный центр Линовицкой поселковой общины.

## Географическое положение
Находится на реке Руда (притоке реки Удай).
Расстояние до районного центра:Прилуки : (14 км.), до областного центра:Чернигов (138 км.), до столицы:Киев (134 км.). Ближайшие населенные пункты: Лутайки и Стасевщина 3 км, Мохновка, Глинщина, Туркеновка, Удайцы и Нетяговщина 5 км.

## История

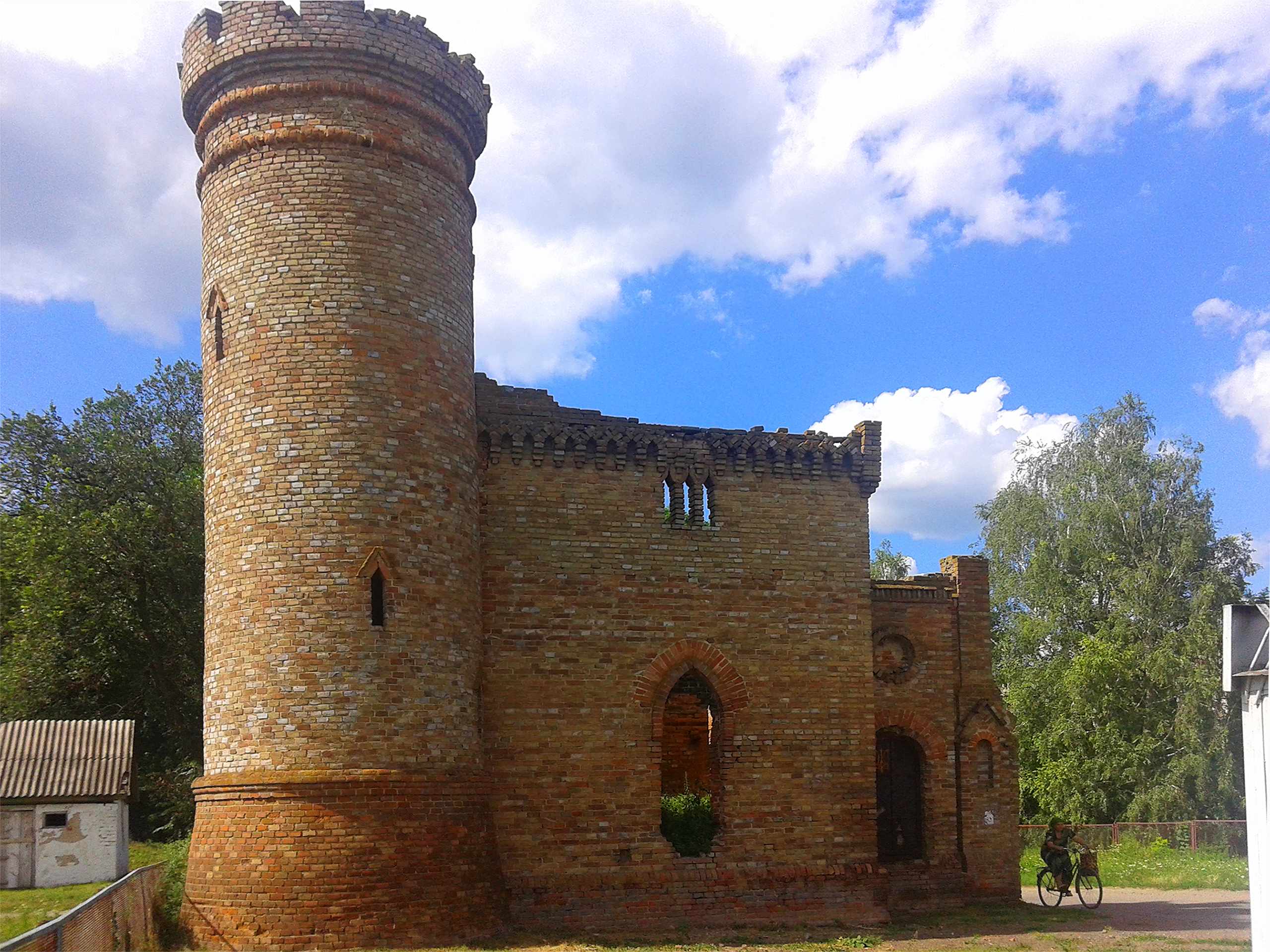
Башня графа де Бальмена в Линовице

Населённый пункт известен с 1629 года, когда проводилась перепись городов и сел Правобережной Украины. С середины XVIII века и до 1780 года Линовицей владел генерал-майор сербского происхождения Иван Стоянович (Стоянов); в это время здесь было 86 дворов.
В 1781 году половину селения купил сенатор Александр Фёдорович Башилов, который построил роскошный двухэтажный особняк с колоннами и с двумя изящными флигелями; разбил ландшафтный парк на 16 гектарах, при въезде в который соорудил сторожевую башенку в стиле рококо, а возле дома — белокаменную церковь Успения Богородицы. В 1809 году он дал её в качестве приданого своей дочери Софии, вышедшей замуж за графа Петра Александровича де Бальмена. Именно это событие сыграло основную роль в развитии села, превратилось из забытого всеми поселения на культурный островок, в которой побывали известные классики и выдающиеся деятели XVIII—XIX веков.

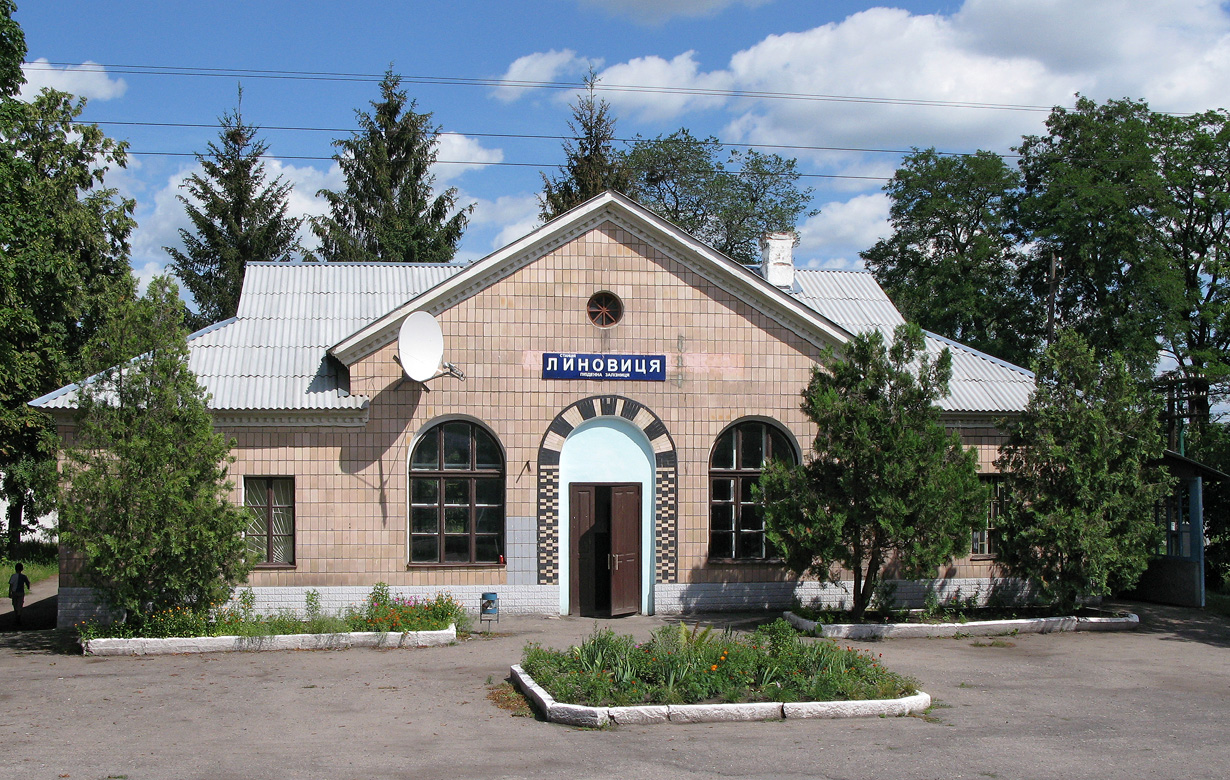
Вокзал железнодорожной станции Линовица

У Петра Бальмена всего было шестеро детей, но двое умерли в младенчестве; кроме наиболее известного старшего сына Якова, были ещё два сына (Сергей и Александр) и дочь Наталья. У Якова Петровича гостил Тарас Шевченко (впервые он посетил Линовицу 15 января 1844 года). До настоящего времени в парке сохранился огромный 400-летний дуб «Три брата», под которым на большом камне любил отдыхать художник и поэт. В имении Бальменов в разные годы были писатели Котляревский, Гребёнка, Афанасьев-Чужбинский, Кукольник, Муравьёв-Апостол; художники Крендовский, Рабус, Резанов, Жемчужников и др. Сын младшего брата, Сергей Сергеевич (1849—1918), владел имением вплоть до 1917 года.
В 2020 г. в с. Линовица силами местной общины начата реставрация обзорной башни у въезда в имении де Бальменов.
Линовица являлась селом Пирятинского уезда Полтавской губернии Российской империи. В 1892 году через село началось железнодорожное движение по узкоколейке Круты — Прилуки — Пирятин, а в 1912 году была построена ширококолейная железная дорога.
После начала Великой Отечественной войны с сентября 1941 до 19 сентября 1943 года селение было оккупировано немецкими войсками.
Посёлок городского типа с 21 октября 1960 года.
В 1970е годы крупнейшими предприятиями посёлка являлись сахарный комбинат и хлебный завод.
В 1980 году здесь действовали сахарный комбинат, филиал Прилукского комбината хлебопродуктов, две общеобразовательные школы, больница, Дом культуры и библиотека.
В январе 1989 года численность населения составляла 3440 человек.
В июле 1995 года Кабинет министров Украины утвердил решение о приватизации находившегося здесь свеклосовхоза.
В 2002 году было возбуждено дело о банкротстве сахарного комбината.
По состоянию на 1 января 2013 года численность населения составляла 2743 человека.

## Транспорт
Ж.-д. станция Линовицы на линии Бахмач — Гребёнка Южной железной дороги.

## Известные жители
В Линовице родился 26 декабря 1935 года ведущий инженер лётных испытаний винтокрыла Ка-22 Николаев Вадим Андреевич.